# Dudley Sutton
Dudley Sutton (Kingston upon Thames, Engeland, 6 april 1933 - Londen, 15 september 2018) was een Engels acteur.
Sutton brak in 1964 door dankzij zijn rol als homoseksuele biker in de film The Leather Boys. Eind jaren 60 kwam zijn carrière in het slop dankzij een alcoholprobleem. Sutton overwon dat probleem en startte zijn carrière opnieuw op met zijn rol in de film The Devils. 
In latere jaren werd hij bekend als Tinker Bell in de serie Lovejoy. In het verleden speelde hij rollen in films als The Pink Panther Strikes Again, George & Mildred, Crossplot en Trail of the Pink Panther. Ook speelde hij vele gastrollen in televisieseries, waaronder in The Saint, The Avengers, Porridge, Tales of the Unexpected en, meer recent, in EastEnders. Zijn laatste klusje was de hoofdrol in de videoband Tom Chaplin’s single Midnight Mass in november 2017.
Tussen november 1961 en 1965 was hij getrouwd met de Amerikaanse Marjorie Steele. Uit het huwelijk werd één kind geboren.
Hij overleed op 85-jarige leeftijd in een hospice in Londen.

## Filmografie
- Kipps (Miniserie, 1960) - Pearce
- Go to Blazes (1962) - Boy Lover
- The Boys (1962) - Stan Coulter
- Z-Cars Televisieserie - Gaylord (Afl., Come on the Lads, 1963)
- Z-Cars Televisieserie - Roy Dobson (Afl., Daylight Robbery, 1963)
- The Leather Boys (1964) - Pete
- The Saint Televisieserie - Eddy (Afl., The Scorpion, 1964)
- The Human Jungle Televisieserie - Lee Garner (Afl., Ring of Hate, 1964)
- Rotten to the Core (1965) - Jelly
- Z-Cars Televisieserie - Thomo (Afl., Think On, 1965)
- The Wednesday Play Televisieserie - Corporal Tom Oates (Afl., A Pyre for Private James, 1966)
- Dixon of Dock Green Televisieserie - Garrett (Afl., Street of Fear: Part 1: The Job, 1966|Street of Fear: Part 2: Find Me a Witness, 1966)
- The Baronn Televisieserie - Brian Carlton (Afl., Storm Warning, 1967|The Island, 1967)
- Softly Softly Televisieserie - Johnson (Afl., The Hole: Part 1: In the Road, 1967)
- The Wednesday Play Televisieserie - Private Watt (Afl., Death of a Private, 1967)
- Detective Televisieserie - Robert Carmichael (Afl., The Deadly Climate, 1968)
- The Avengers Televisieserie - Dexter (Afl., You'll Catch Your Death, 1968)
- Mystery and Imagination Televisieserie - Dudley Ruthyn (Afl., Uncle Silas, 1968)
- Department S Televisieserie - Sonny (Afl., Handicap Dead, 1969)
- Z-Cars Televisieserie - Chris Bonner (Afl., The Lonely Place: Part 1 & 2, 1969)
- Crossplot (1969) - Warren
- Randall & Hopkirk (Deceased) Televisieserie - Mort Roden (Afl., Could You Recognise That Man Again, 1970)
- One More Time (1970) - Wilson
- The Walking Stick (1970) - Ted Sandymount
- Doctor in the House Televisieserie - Smith (Afl., A Stitch in Time, 1970)
- Mr. Forbush and the Penguins (1971) - Starshot
- A Town Called Hell (1971) - Spectre
- The Devils (1971) - Baron De Laubardemont
- Madame Sin (1972) - Monk
- Thirty-Minute Theatre Televisieserie - Rol onbekend (Afl., Lushly, 1972)
- Paganini Strikes Again (1973) - Raddings
- The Stud (1974) - Randy Warpshot/Longstreet/Charlady/Yidnar Warpshot/Newsboy
- Diamonds on Wheels (1974) - Finch
- Z-Cars Televisieserie - Tommy Hale (Afl., Bits An' Bats, 1974)
- Disneyland Televisieserie - Finch (Afl., Diamonds on Wheels: Part 1, 2 & 3, 1974)
- Great Expectations (Televisiefilm, 1974) - Crimineel
- Up the Workers Televisieserie - Bert Hamflitt (1974)
- Cilla's Comedy Six Televisieserie - Roger Patterson (Afl., Who's Rocking the Boat?, 1975)
- The Sweeney Televisieserie - Max Deller (Afl., Golden Boy, 1975)
- One Hour to Zero (1976) - Mike Ellis
- Come una rosa al naso (1976) - Jack
- Thriller Televisieserie - Gadder (Afl., Kill Two Birds, 1976)
- Il Casanova di Federico Fellini (1976) - Duke of Wuertemberg
- The Pink Panther Strikes Again (1976) - Hugh McClaren
- Porridge Televisieserie - Reg Urwin (Afl., The Desperate Hours, 1976)
- Crossed Swords (1977) - Hodge
- Valentino (1977) - Willie
- No.1 of the Secret Service (1977) - K.R.A.S.H-leider
- The Playbirds (1978) - Hern
- The Big Sleep (1978) - Lanny
- The London Connection (1979) - Goetz
- Disneyland Televisieserie - Goetz (Afl., The Omega Connection, 1979)
- George & Mildred (1980) - Jocko
- The Island (1980) - Dr. Brazil
- Tales of the Unexpected Televisieserie - Det. Sgt. Jack Sherrard (Afl., Proof of Guilt, 1980)
- The Disappearance of Harry (Televisiefilm, 1982) - Harris
- Shine on Harvey Moon Televisieserie - Connie Rosenthal (Afl. onbekend, 1982)
- Strangers Televisieserie - Sam Schulman (Afl., A Swift and Evil Rozzer, 1982)
- Smiley's People Televisieserie - Oleg Kirov (Episode 1.1, 1982|Episode 1.5, 1982)
- Brimstone & Treacle (1982) - Stroller
- Trail of the Pink Panther (1982) - Hugh McClaren
- Widows (Miniserie, 1983) - Boxer Davis
- Bergerac Televisieserie - Neldricken (Afl., House Guests, 1984)
- The Comic Strip Presents Televisieserie - Marlons vader (Afl., Slags, 1984)
- Those Glory Glory Days (Televisiefilm, 1984) - Arthur
- The Gentle Touch Televisieserie - Ted Oates (Afl., Do It Yourself, 1984)
- The House (Televisiefilm, 1984) - Mr. Janek
- The Beiderbecke Affair (Miniserie, 1985) - Mr. Carter
- Dempsey and Makepeace Televisieserie - Mickey Bailey (Afl., Blood Money, 1985)
- Lamb (1986) - Haddock
- A State of Emergency (1986) - Soviet professor
- Boon Televisieserie - Arch Clanton (Afl., Smokey and the Band, 1987)
- The Beiderbecke Tapes (Televisiefilm, 1987) - Mr. Carter
- Water's Edge (1988) - Dominee
- Noble House (Miniserie, 1988) - Commissioner Roger Crosse
- Hemingway (Miniserie, 1988) - Rol onbekend
- The Beiderbecke Connection (Miniserie, 1988) - Mr. Carter
- The Rainbow (1989) - MacAllister
- Nineteen 96 (Televisiefilm, 1989) - Deputy Commissioner Sir Harry Streeter
- Edward II (1991) - Bisschop van Winchester
- Tales from the Poop Deck Scurvy (1992)
- Cluedo Televisieserie - David Stringer (Afl., Blackmail and the Fourth Estate, 1992)
- Orlando (1992) - Koning James I
- In Suspicious Circumstances Televisieserie - Dokter Robert Clements (Afl., The Next Mrs. Clements, 1994)
- Lovejoy Televisieserie - Tinker Dill (70 afl., 1986-1994)
- Moses (Televisiefilm, 1995) - High priest
- Delta Wave (Televisiefilm, 1996) - Dr. Otto Weevil
- The Famous Five Televisieserie - Professor Terry-Kane (Afl., Five Have a Wonderful Time: Part 1 & 2, 1997)
- Highlander Televisieserie - Father Robert (Afl., Armageddon, 1997)
- Emmerdale Farm Televisieserie - Harry Ramp (Episode 1.2293, 1997|Episode 1.2294, 1997|Episode 1.2296, 1997)
- Incognito (1997) - Halifax/Offul
- Emmerdale Farm Televisieserie - Tramp (Episode 1.2292, 1997)
- The Tichborne Claimant (1998) - Onslow Onslow
- Up at the Villa (2000) - Harold Atkinson
- Randall and Hopkirk (Deceased) Televisieserie - Old Ken (Afl., A Blast from the Past, 2000)
- David Copperfield (Televisiefilm, 2000) - Mr. Dick
- Victoria & Albert (Televisiefilm, 2001) - Page
- Down to Earth Televisieserie - William (Afl., Rites and Wrongs, 2001)
- This Filthy Earths (2001) - Papa
- The Way We Live Now (Miniserie, 2001) - Spreker van het House of Commons
- Fun at the Funeral Parlour Televisieserie - Bentley Nimmo (Afl. onbekend, 2002)
- Tomorrow La Scala! (2002) - Dennis
- Song for a Raggy Boy (2003) - Brother Tom
- Casualty Televisieserie - Arnold Keeler (Afl., An Accident Waiting to Happen, 2003)
- Keen Eddie Televisieserie - Mr. Pratt (Afl., The Amazing Mr. Dunn, 2003)
- The Goodbye Plane (2003) - Harry
- Cheese Makes You Dream (2003) - Jim
- The Football Factory (2004) - Bill Farrell
- EastEnders Televisieserie - Wilfred (18 afl., 2004)
- Jericho Televisieserie - John Bull (Afl., The Hollow Men, 2005)
- The Romantics (Miniserie, 2006) - William Blake
- Doctors Televisieserie - Leo Matthews (Afl., Changes, 2006)
- Irish Jam (2006) - Pat Duffy
- The Bill Televisieserie - Alfie Lovelace (Afl., 441, 2006)
- Holby City Televisieserie - Bernard Upton (Afl., Fly Me to the Moon, 2006)
- Killing Time (Korte film, 2007) - Ronnie
- Dean Spanley (2008) - Marriot
- Casualty Televisieserie - Arthur (Afl., A Slip in Time, 2008)
- Sezon tumanov (2009) - Darby
- Wallander Televisieserie - Gote Tandvall (Afl., The Fifth Woman, 2010)
- Skins Televisieserie - Freddie (Afl., Freddie, 2010)
- The Shouting Men (2010) - Charlie
- Losing the Plot (Korte film, 2010) - Doug
- Katherine of Alexandria (2011) - Justus (Post-productie)
- Back2Hell (2011) - Wynchapel (Post-productie)
- Weighed In: The Story of the Mumper (2011) - Alfie Hobnails (Post-productie)

- Biblioteca Nacional de España: XX4982722
- Bibliothèque nationale de France: cb14230952d (data)
- Gemeinsame Normdatei: 102332010X
- International Standard Name Identifier: 0000 0000 4210 9099
- Library of Congress Control Number: no99078252
- Nationale Bibliotheek van Israël: 987007337314705171
- Système universitaire de documentation: 235490865
- Virtual International Authority File: 71031614
- WorldCat: E39PBJk96gj78VMHW7bKgg7bVC